# Alan Shearer
Alan Shearer, CBE, angleški nogometaš, * 13. avgust 1970, Gosforth, Newcastle, Anglija, Združeno kraljestvo.
Shearer je celotno kariero igral v angleški Premier League, med letoma 1988 in 1992 je za Southampton dosegel 23 golov na 118-ih prvenstvenih tekmah, med letoma 1992 in 1996 je za Blackburn Rovers dosegel 112 golov na 138-ih tekmah ter med letoma 1996 in 2006 za Newcastle United 148 golov na 303-eh prvenstvenih tekmah. Od leta 1999 je bil kapetan Newcastla, je tudi najboljši strelec v zgodovini kluba. Z 260-imi goli je tudi najboljši strelec v zgodovini Premier League, kjer je bil v sezonah 1994/95, 1995/96 in 1996/97 najboljši strelec ligaške sezone. Svoj edini naslov angleškega državnega prvaka je osvojil v sezoni 1994/95 z Blackburnom, z Newcastlom pa je osvojil naslov podprvaka v sezoni 1996/97 ter se uvrstil v finale FA pokala v letih 1998 in 1999.
Za angleško reprezentanco je med letoma 1992 in 2000 odigral 63 tekem, na katerih je dosegel 30 golov, od leta 1996 je bil tudi reprezentančni kapetan. Z reprezentanco je nastopil na svetovnem prvenstvu leta 1998 ter evropskih prvenstvih v letih 1992, 1996 in 2000. Na Evropskem prvenstvu 1996 je bil s petimi goli najboljši strelec.
Leta 2004 je bil sprejet v Angleški nogometni hram slavnih. Pelé ga je leta 2004 imenoval med 125 najboljših še živečih nogometašev.